# ジパング・おおきに大作戦/夢を抱きしめて
「ジパング・おおきに大作戦/夢を抱きしめて」（ジパング おおきにだいさくせん ゆめをだきしめて）は、ジャニーズWESTの2枚目のシングル。2014年10月8日に発売。

## 概要
- 前作「ええじゃないか」から約6ヶ月ぶりのシングルとなる。
- 初回盤A・B・C、通常盤の4種類での発売となり、それぞれ収録曲・ジャケット写真ともに異なる。
- 表題曲「夢を抱きしめて」は、メンバーの藤井流星・神山智洋出演 MBS・TBS系深夜ドラマ『アゲイン!!』の主題歌である。
- また、通常盤に収録されているカップリング曲「SUPERSTAR」は、上記ドラマのオープニング曲である。
- 初回盤A・Bには、オリジナル・カラオケ2曲を収録。
- 初回盤Aには、「ジパング・おおきに大作戦」のMusic Clip & Makingを収録。
- 初回盤Bには、「夢を抱きしめて」のMusic Clip & Makingを収録。
- 初回盤Cには、カップリング曲「WESTERN PARADE」と「Can't stop」を収録。
- 通常盤には、カップリング曲「for now and forever」を収録。

## 封入特典

### 初回盤A・B
1. 2面4Pジャケット

### 初回盤C
1. 20Pブックレット

### 通常盤
1. 3面6Pジャケット

## チャート成績
2014年10月20日付のオリコン週間CDシングルランキングでは初登場2位を記録した。

## 収録曲

### CD

#### 通常盤
1. ジパング・おおきに大作戦
作詞・作曲：市川喜康、マシコタツロウ、ha-j, 編曲：市川喜康
2. 夢を抱きしめて
作詞：canna, 作曲：Shusui、RAAY、Art Hunter, 編曲：RAAY
  - 藤井流星・神山智洋出演 MBS・TBS系ドラマ「アゲイン!!」エンディング・テーマ
3. SUPERSTAR
作詞：Shusui、下地悠、Litz、堀江里沙, 作曲：Shusui、Matjaz Vlasic、Bostjan Grabnar
  - 藤井流星・神山智洋出演 MBS・TBS系ドラマ「アゲイン!!」オープニング・テーマ
4. for now and forever
作詞：ケリー, 作曲：Anders Dannvik、Randy Goodrum, 編曲：CHOKKAKU

#### 初回限定盤C
1. ジパング・おおきに大作戦
2. 夢を抱きしめて
3. WESTERN PARADE
作詞：Shusui, 作曲・編曲： Shusui、Fredrik Hult、Carl Utbult
4. Can't stop
作詞：zopp, 作曲：Takuya Harada、Steven Lee、Goldfingerz, 編曲：鈴木雅也

#### 初回限定盤A/B
1. ジパング・おおきに大作戦
2. 夢を抱きしめて
3. ジパング・おおきに大作戦（オリジナル・カラオケ）
4. 夢を抱きしめて（オリジナル・カラオケ）

### DVD

#### 初回限定盤A
1. 「ジパング・おおきに大作戦」Music Clip & Making

#### 初回限定盤B
1. 「夢を抱きしめて」Music Clip & Making

## テレビ出演
ジパング・おおきに大作戦
- 『ザ少年倶楽部』（2014年11月5日、NHK BSプレミアム）

夢を抱きしめて
- 『ザ少年倶楽部』（2016年11月2日、NHK BSプレミアム）
神山が舞台「Vamp Bamboo Burn ～ヴァン！バン！バーン！～」の為、6人で披露

- 『ザ少年倶楽部』（2017年10月6日、NHK BSプレミアム）
重岡が「モモコのOH!ソレ!み〜よ!」の収録の為、6人で披露

SUPERSTAR
- 『ザ少年倶楽部』（2015年4月8日、NHK BSプレミアム）
重岡が「モモコのOH!ソレ!み〜よ!」の収録の為、6人で披露

Can't stop
- 『ザ少年倶楽部』（2015年6月3日、NHK BSプレミアム）
テレビ初披露

- 『ザ少年倶楽部』（2016年1月13日、NHK BSプレミアム）
重岡が「モモコのOH!ソレ!み〜よ!」の収録の為、6人で披露